# Odesskij rajon
Il Odesskij rajon (in russo Одесский район?) è un rajon dell'Oblast' di Omsk, nella Russia asiatica; il capoluogo è Odesskoe. Istituito nel 1924, ricopre una superficie di 1.800 chilometri quadrati e consta di una popolazione di circa 18.000 abitanti.